# ابوالحسن افشار ارموی
ابوالحسن افشار ارموی قلمدان‌نگار ایرانی در نیمه دوم سده سیزدهم هجری است. عموی وی، علی اشرف از نقاشان زبردست که از خاندان‌های ایل افشار اورمیه بود، آفرینه‌های خود را با سجع انحصاری خود یعنی «ز بعد از محمدعلی اشرف است» رقم می‌زد. او در دستگاه احمدخان دنبلی هنرآفرینی می‌کرد و شهرت بسیاری داشت. برادر وی، الله‌وردی، از نگارگران آبرنگ‌ساز و نقاشان نامدار دوره زندیه بود و نیز در نقاشی زبردست بود و از نقاشان بنام دوره قاجاریه شمرده می‌شد. ارموی، پسر الله‌وردی، در اورميه زاده شد. از سال زادن و چگونگی زندگی او آگاهی در دست نیست. بعدها در تبریز با سمت نقاش‌باشی و در جامه نظامی ادای وظیفه می‌کرد. وی در نگارگری به‌ویژه گل و بوته‌سازی و پرنده‌سازی بر روی قلمدان، رنگ‌آمیزی و گونه‌های تذهیب و نیز در آرایش مجلس‌ها مهارت داشت. قلمدان‌ها و جلدهای کار دست او و عمویش، که از استادان بزرگ و نامور بود، بسیار به هم شباهت داشتند و تشخیص صاحب اثر تنها از روی رقم ممکن بود. عزیزخان مکری، آفرینه‌های او را از تبریز برای اعیان تهران هدیه می‌فرستاد، قلمدان‌های ساخت او در زمان زندگی‌ش تا ۵۰ تومان، خرید و فروش می‌شد که در آن دوره مبلغ بالایی بود. بر اساس نوشته‌های اعتمادالسلطنه، ارموی در میانه‌ی ۴۰ سالگی و در سال چهلم پادشاهی ناصرالدین شاه، یعنی ۱۲۶۵ خورشیدی (۱۳۰۴ ق)، درگذشت.

## بن‌مایه
- روزنامه ایران، سه‌شنبه، ۲۳ فروردین ۱۳۹۰، سال هفدهم، شماره ۴۷۶۴
- دکتر علی‌اکبر ولایتی؛ تقویم تاریخ، فرهنگ و تمدن اسلام و ایران
- «وب سایت تاریخ طایفه دنبلی».